# Grass Widow
 (avril 2017).
Si vous disposez d'ouvrages ou d'articles de référence ou si vous connaissez des sites web de qualité traitant du thème abordé ici, merci de compléter l'article en donnant les références utiles à sa vérifiabilité et en les liant à la section « Notes et références ».
Grass Widow est un groupe de rock indépendant américain issu de San Francisco.

## Discographie

### Albums Studio
- Grass Widow (2009, Make A Mess Records)
- Past Time (2010, Kill Rock Stars)
- Internal Logic (2012, HLR label)

### Autres sorties
- Grass Widow  (2009, Captured Tracks)
- Milo Minute 7" (2011, HLR label)
- Disappearing Industries (2012, HLR label)